# 上海国歌展示馆

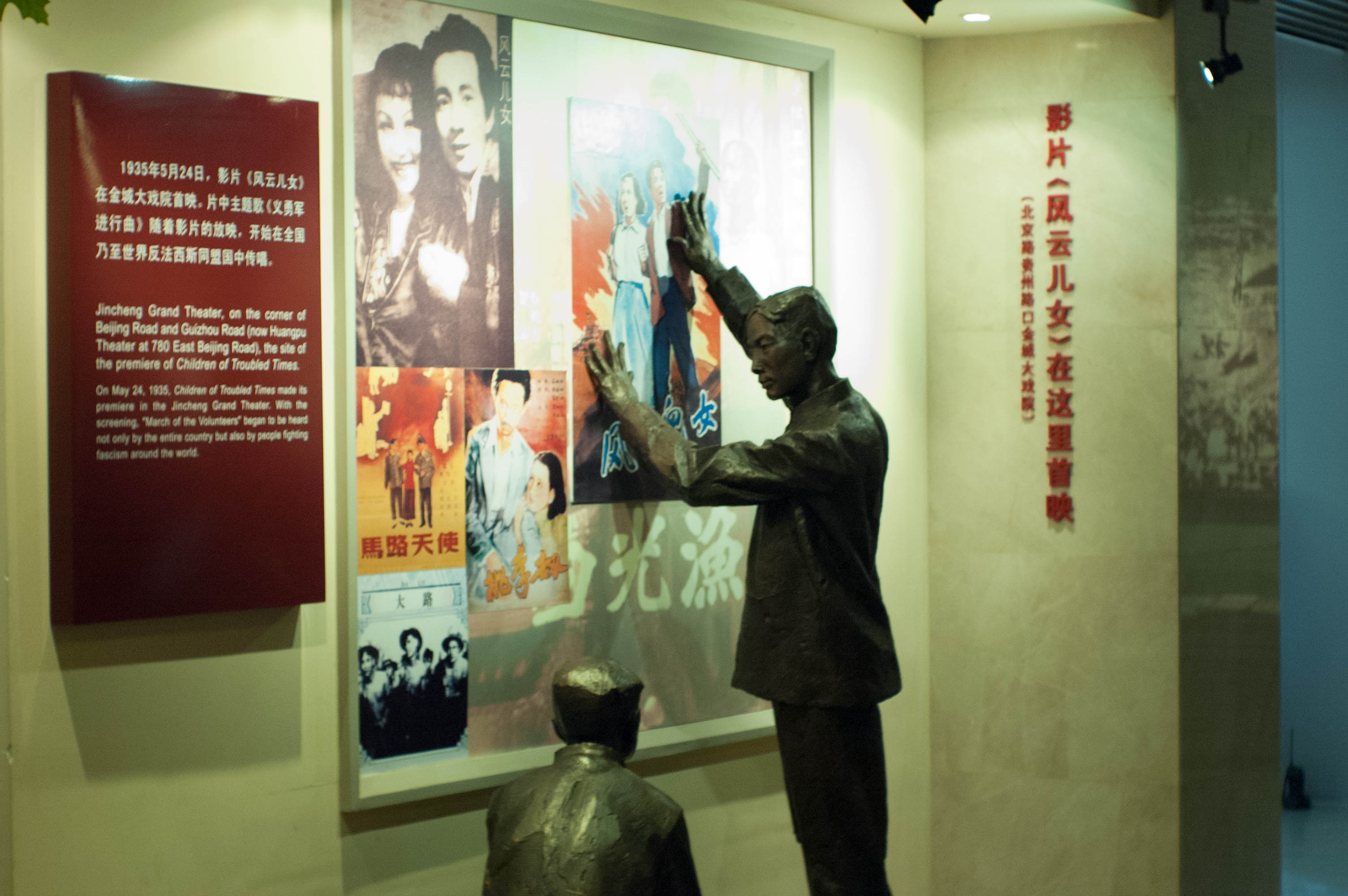
国歌展示馆-风云儿女

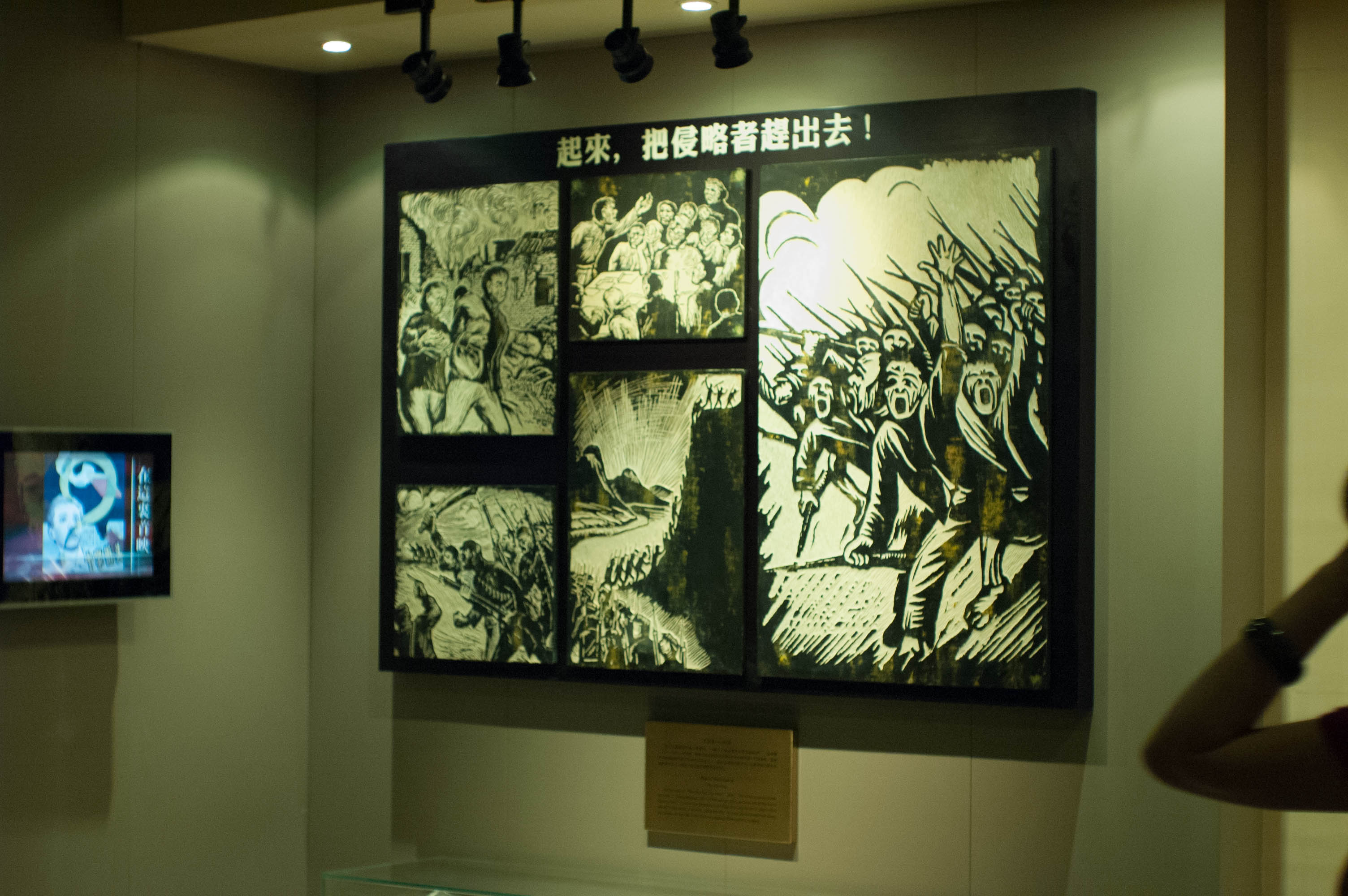
国歌展示馆-“起来，把侵略者赶出去”

上海国歌展示馆于2009年9月25日落成开放，位于上海市杨浦区荆州路151号，国歌纪念广场西南侧，建筑面积1450平方米，包括国歌诞生厅、国歌纪念厅、国歌震撼厅等几个展区。

## 历史
荆州路405号在1930年代是电通影业公司所在地。该公司拍摄的电影《风云儿女》中的插曲《义勇军进行曲》即《中华人民共和国国歌》。该公司在1935年因赤色宣传而被取缔。21世纪初，在荆州路开辟了占地2.7万平方米的国歌纪念广场，广场为圆形，模拟了唱片的造型。广场上的雕塑表现五星红旗及军号。
2011年，入选杨浦区文物保护单位。2022年，上海国歌展示馆入选全国学雷锋活动示范点。